# Toyota TF104
Chronologie des modèles (2004)
Toyota TF103 Toyota TF105
La Toyota TF104 est la monoplace engagée par l'écurie Toyota lors de la saison 2004 du championnat du monde de Formule 1. Elle est pilotée par le Brésilien Cristiano da Matta et par le Français Olivier Panis, tous deux remplacés par Ricardo Zonta et Jarno Trulli en fin de saison. Elle est considérée par Gustav Brunner comme une évolution de la Toyota TF103, elle-même une évolution de la Toyota TF102.
À la suite des mauvais résultats de Toyota en milieu de saison, Gustav Brunner est contraint de démissionner et est remplacé par Mike Gascoyne qui commence par modifier légèrement la voiture avant de créer la TF104B qui débute en course à partir du Grand Prix d'Allemagne.
À l'issue de la saison, l'écurie termine huitième du championnat des constructeurs avec neuf points, quasiment deux fois moins qu'en 2003. Elle ne fait pas mieux que cinquième en course.

## Résultats en championnat du monde de Formule 1

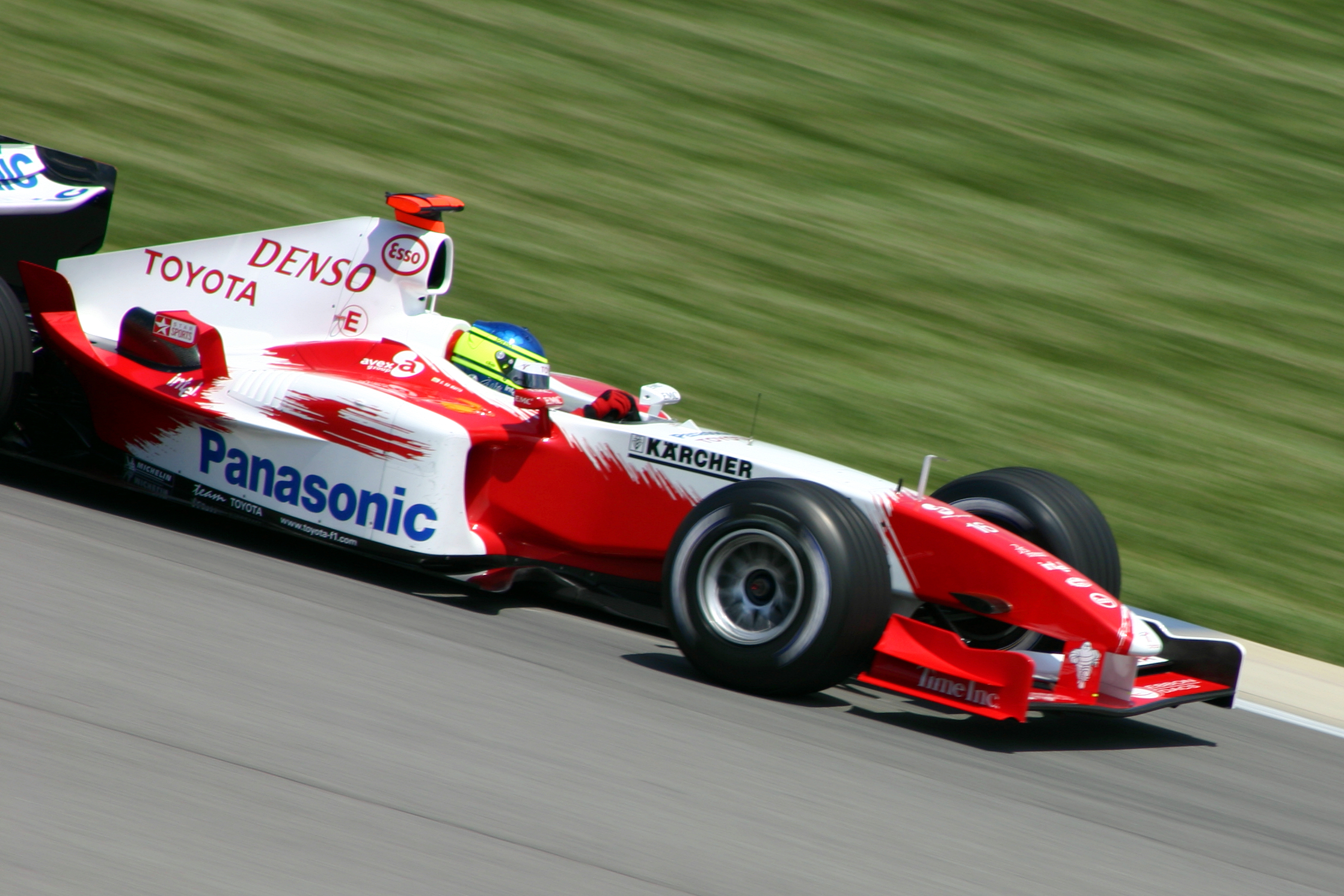
Cristiano da Matta à bord de la Toyota TF104 au Grand Prix des États-Unis 2004

| Saison | Écurie                  | Moteur            | Pneus    | Pilotes            | Courses | Courses | Courses | Courses | Courses | Courses | Courses | Courses | Courses | Courses | Courses | Courses | Courses | Courses | Courses | Courses | Courses | Courses | Points inscrits | Classement |
| Saison | Écurie                  | Moteur            | Pneus    | Pilotes            | 1       | 2       | 3       | 4       | 5       | 6       | 7       | 8       | 9       | 10      | 11      | 12      | 13      | 14      | 15      | 16      | 17      | 18      | Points inscrits | Classement |
| ------ | ----------------------- | ----------------- | -------- | ------------------ | ------- | ------- | ------- | ------- | ------- | ------- | ------- | ------- | ------- | ------- | ------- | ------- | ------- | ------- | ------- | ------- | ------- | ------- | --------------- | ---------- |
| 2004   | Panasonic Toyota Racing | Toyota RVX-04 V10 | Michelin |                    | AUS     | MAL     | BAH     | SMR     | ESP     | MON     | EUR     | CAN     | USA     | FRA     | GBR     | ALL     | HON     | BEL     | ITA     | CHI     | JAP     | BRÉ     | 9               | 8e         |
| 2004   | Panasonic Toyota Racing | Toyota RVX-04 V10 | Michelin | Cristiano da Matta | 12e     | 9e      | 10e     | Abd     | 13e     | 6e      | Abd     | Dsq     | Abd     | 14e     | 13e     | Abd     |         |         |         |         |         |         | 9               | 8e         |
| 2004   | Panasonic Toyota Racing | Toyota RVX-04 V10 | Michelin | Olivier Panis      | 13e     | 12e     | 9e      | 11e     | Abd     | 8e      | 11e     | Dsq     | 5e      | 15e     | Abd     | 14e     | 11e     | 8e      | Abd     | 14e     | 14e     |         | 9               | 8e         |
| 2004   | Panasonic Toyota Racing | Toyota RVX-04 V10 | Michelin | Ricardo Zonta      |         |         |         |         |         |         |         |         |         |         |         |         | Abd     | 10e     | 11e     | Abd     |         | 13e     | 9               | 8e         |
| 2004   | Panasonic Toyota Racing | Toyota RVX-04 V10 | Michelin | Jarno Trulli       |         |         |         |         |         |         |         |         |         |         |         |         |         |         |         |         | 11e     | 12e     | 9               | 8e         |

Légende : ici 